# Stefano Rusconi
Stefano Rusconi (Bassano del Grappa, 2 ottobre 1968) è un ex cestista e allenatore di pallacanestro italiano.
Alto 2,08 m per 125 kg, giocava nel ruolo di centro. È noto anche con il soprannome di "Rusca", e prediligeva il nº 15.

## Carriera

### Club

Rusconi durante la parentesi a Varese

Esordisce in Serie A nel 1985 con la Divarese Varese, squadra nella quale militerà fino al 1990. In quell'anno viene scelto al secondo giro del draft NBA dai Cleveland Cavaliers (con il numero 52) da cui i Phoenix Suns ne acquistano i diritti, il 17 giugno 1990, in uno scambio che porta a Cleveland Miloš Babić. Tuttavia resta ancora in Italia alla Benetton Treviso fino al 1995, vincendo uno scudetto nel 1992, 3 Coppa Italia e 1 Coppa delle Coppe.

#### Il salto in NBA
Nella stagione 1995-96 opta per il grande salto oltreoceano: il 14 giugno 1995 firma per i Suns, diventando il primo italiano della storia a giocare nel campionato americano. Con la maglia di Phoenix ha giocato solo 7 partite, 30 minuti e 8 punti totali: non si è mai realmente ambientato, lamentando nostalgia dell'Italia. Alla base del mancato ambientamento anche un'altezza relativamente ridotta (208 cm) per il ruolo di centro in una NBA dove i pivot partono da una base di perlomeno 213–214 cm.

#### Il rientro in Italia
Tornato in patria trascorre ancora un paio d'anni a Treviso, vincendo un altro scudetto, nel 1997, e, nell'estate del 1999, passa all'Adecco Milano, allenata da Marco Crespi, dove militerà per 3 stagioni. Nel 2002 si accasa a Reggio Emilia in Legadue, restandoci fino al 2003. Dopo l'avventura in terra emiliana vive una poco fortunata annata a Caserta, dove la squadra non centra sul campo la promozione in Legadue; nel 2004 firma per l'Ignis Castelletto Ticino, militante in serie B1, con la quale otterrà la promozione in Legadue. Il 6 dicembre 2006 risolve il contratto con Castelletto per accasarsi immediatamente dopo nella vicina Novara con la Cimberio, militante nello stesso campionato di Legadue. Trascorsa la stagione è stato acquistato dalla Effe 2000, formazione di spicco del rinascente basket genovese, B2. A Genova arriva sino alla semifinale playoff, dimostrandosi dominante nel girone in quasi tutte le classifiche (Statistiche).
Nella stagione 2008-09, dopo la rinuncia al campionato della Effe 2000, Stefano approda a Santa Margherita Ligure nel Tigullio Sport Team, neo promossa società di Serie C Dilettanti girone A, che conquista la salvezza al secondo turno dei playout. Rusconi vince le classifiche dei punti, dei rimbalzi, dei minuti e della valutazione nel suo girone, e arriva terzo in quella degli assist e in quella delle stoppate).
Nella stagione 2009-10 approda al Riviera Basket Vado Ligure, appena retrocessa dalla Serie A Dilettanti, per disputare il campionato di Serie B Dilettanti nel girone C. Ad ottobre viene acquistato dal mercato di riparazione del CUS Bari Pallacanestro, trovando posto nel Girone D sempre di Serie B Dilettanti, svolgendo anche il ruolo di giocatore-allenatore in due diversi periodi della stagione.
Nel 2010 dopo essere stato vicino alla firma con Legnano/Castellanza decide, ormai stanco e privo di stimoli, di smettere con il basket giocato e si ritira.
Tra il dicembre 2011 e il gennaio 2012 ha allenato l'Affrico Firenze in DNB, prima di essere esonerato.

### Nazionale
È stato convocato con l'Italia under 19 ai campionati mondiali di Bormio 1987, durante il quale ha guadagnato la medaglia di bronzo alle spalle della Jugoslavia e degli Stati Uniti.
Rusconi è stato per alcuni anni un punto fermo della Nazionale azzurra, con la quale ha vinto:
- 1991: Argento al Campionato Europeo di Roma
- 1993: Oro ai Giochi del Mediterraneo disputatisi in Francia

Ha inoltre disputato il Campionato Europeo di Germania nel 1993.

## Statistiche

### Serie A
Le statistiche riguardano la sola stagione regolare (non prendendo in considerazione i play-off), le stagioni di Serie A dal 1985 al 1987 non sono state inserite per mancanza di fonti complete.
| Stagione        | Squadra        | Competizione | Partite | Partite | Partite | Statistiche tiro | Statistiche tiro | Statistiche tiro | Altre statistiche | Altre statistiche | Altre statistiche | Altre statistiche | Altre statistiche |
| Stagione        | Squadra        | Competizione | Pres.   | Titol.  | Minuti  | Tiri da 2        | Tiri da 3        | Liberi           | Rimb.             | Assist            | Rubate            | Stopp.            | Punti             |
| --------------- | -------------- | ------------ | ------- | ------- | ------- | ---------------- | ---------------- | ---------------- | ----------------- | ----------------- | ----------------- | ----------------- | ----------------- |
| 1987-1988       | Pall. Varese   | Serie A1     | 25      | 25      | 320     | 44/84            | 0/0              | 29/60            | 98                | 9                 | 16                | 16                | 117               |
| 1988-1989       | Pall. Varese   | Serie A1     | 29      | 29      | 551     | 78/138           | 0/1              | 39/69            | 163               | 6                 | 37                | 50                | 195               |
| 1989-1990       | Pall. Varese   | Serie A1     | 22      | 22      | 709     | 115/198          | 0/1              | 73/95            | 242               | 10                | 44                | 55                | 303               |
| 1990-1991       | Pall. Varese   | Serie A1     | 28      | 28      | 931     | 173/303          | 1/2              | 71/130           | 319               | 13                | 63                | 52                | 420               |
| 1991-1992       | Pall. Treviso  | Serie A1     | 21      | 21      | 666     | 101/159          | 0/0              | 28/84            | 210               | 11                | 27                | 41                | 230               |
| 1992-1993       | Pall. Treviso  | Serie A1     | 30      | 30      | 945     | 181/291          | 0/0              | 91/178           | 262               | 17                | 47                | 18                | 453               |
| 1993-1994       | Pall. Treviso  | Serie A1     | 30      | 30      | 1033    | 204/341          | 0/0              | 56/137           | 311               | 24                | 53                | 40                | 464               |
| 1994-1995       | Pall. Treviso  | Serie A1     | 28      | 28      | 839     | 184/309          | 0/1              | 99/199           | 275               | 14                | 38                | 32                | 467               |
| 1995-1996       | Pall. Treviso  | Serie A1     | 12      | 12      | 322     | 71/116           | 0/1              | 28/61            | 110               | 14                | 13                | 11                | 170               |
| 1996-1997       | Pall. Treviso  | Serie A1     | 4       | 4       | 73      | 8/18             | 0/0              | 3/5              | 26                | 5                 | 2                 | 4                 | 19                |
| 1997-1998       | Pall. Treviso  | Serie A1     | 19      | 18      | 324     | 51/76            | 0/0              | 12/28            | 91                | 9                 | 7                 | 5                 | 114               |
| 1999-2000       | Olimpia Milano | Serie A1     | 29      | 29      | 989     | 137/247          | 0/6              | 45/102           | 325               | 32                | 50                | 25                | 319               |
| 2000-2001       | Olimpia Milano | Serie A1     | 33      | 33      | 1114    | 199/343          | 0/2              | 107/168          | 339               | 40                | 71                | 21                | 505               |
| 2001-2002       | Olimpia Milano | Serie A      | 33      | 32      | 749     | 69/139           | 0/3              | 40/82            | 256               | 41                | 44                | 15                | 178               |
| Totale carriera |                |              |         |         |         |                  |                  |                  |                   |                   |                   |                   |                   |

### NBA
| Stagione        | Squadra         | Competizione    | Partite | Partite | Partite | Statistiche tiro | Statistiche tiro | Statistiche tiro | Altre statistiche | Altre statistiche | Altre statistiche | Altre statistiche | Altre statistiche |
| Stagione        | Squadra         | Competizione    | Pres.   | Titol.  | Minuti  | Tiri da 2        | Tiri da 3        | Liberi           | Rimb.             | Assist            | Rubate            | Stopp.            | Punti             |
| --------------- | --------------- | --------------- | ------- | ------- | ------- | ---------------- | ---------------- | ---------------- | ----------------- | ----------------- | ----------------- | ----------------- | ----------------- |
| 1995-1996       | Phoenix Suns    | NBA             | 7       | 0       | 30      | 3/9              | 0/0              | 2/5              | 6                 | 3                 | 0                 | 2                 | 8                 |
| Totale carriera | Totale carriera | Totale carriera | 7       | 0       | 30      | 3/9              | 0/0              | 2/5              | 6                 | 3                 | 0                 | 2                 | 8                 |

## Palmarès

### Club
- Campionato italiano: 2

Pall. Treviso: 1991-92, 1996-97
- Coppa Italia: 3

Pall. Treviso: 1993, 1994, 1995
- Supercoppa italiana: 1

Pall. Treviso: 1997
- Copa del Rey: 1

Saski Baskonia: 1999
- Coppa d'Europa: 1

Pall. Treviso: 1994-95

### Individuale
- MVP Serie A: 1

Pall. Treviso: 1995

### Nazionale
- Mondiali U-19

Bormio 1987:  Bronzo